# Старово (Угличский район)
Старово — село в Угличском районе Ярославской области России, входит в состав Ильинского сельского поселения.

## География
Расположено в 34 километрах на юго-восток от центра поселения села Ильинского и в 56 километрах на юг от города Углича.

## История
Каменный Борисоглебский храм с колокольней на Борисоглебском погосте близ деревни Старово построен в 1808 году на средства прихожан. В 1904 году на средства церковного старосты крестьянина Ивана Худякова и церковного попечительства перестроена трапезная. Престолов было четыре: во имя благоверных князей Бориса и Глеба; во имя Собора Архистратига и прочих Небесных Сил бесплотных; во имя Пророка Илии; во имя Смоленской иконы Божией Матери. 
В конце XIX — начале XX Борисоглебский погост и деревня Старово входили в состав Сигорской волости Угличского уезда Ярославской губернии. 
С 1929 года село Старово входило в состав Путчинского сельсовета Угличского района, в 1944 — 1959 годах — в составе Ильинского района, с 2005 года — в составе Ильинского сельского поселения.

## Население
| 1859 | 2007 | 2010 |
| ---- | ---- | ---- |
| 266  | ↘19  | ↗22  |

## Достопримечательности
В селе расположена действующая Церковь Бориса и Глеба (1808).